# Distrito de Chancay

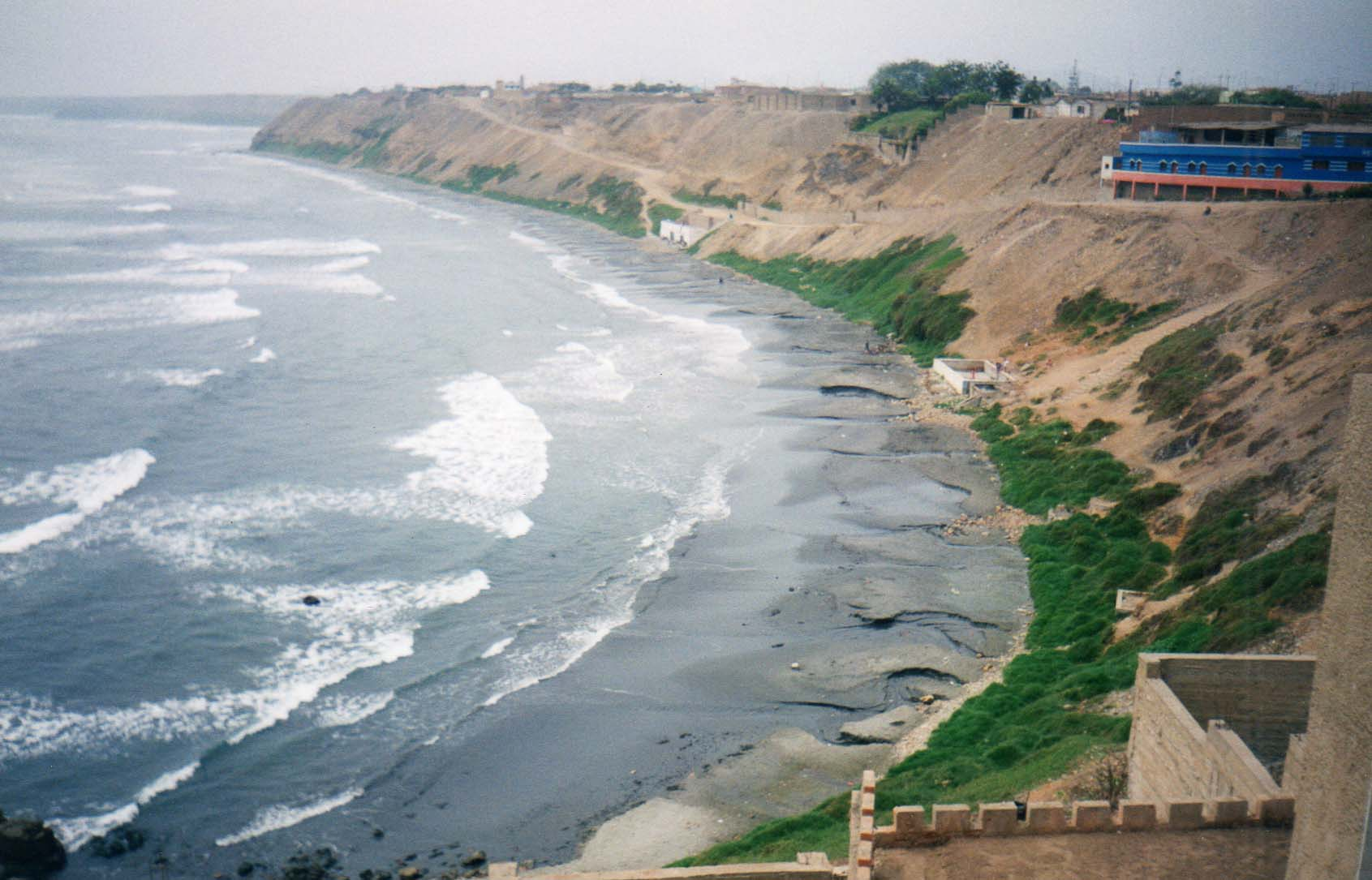
Litoral de Chancay

El distrito de Chancay es uno de los doce que conforman la provincia de Huaral, ubicada en el departamento de Lima, en la circunscripción del Gobierno Regional de Lima-Provincias, en el Perú. Limita por el oeste con el océano Pacífico; por el este con los distritos de Huaral y Aucallama; por el norte con la provincia de Huaura; y, por el sur también con Aucallama.
Dentro de la división eclesiástica de la Iglesia Católica del Perú, pertenece a la Diócesis de Huacho

## Historia

### Época prehispánica
En la época prehispánica se desarrolló la cultura chancay, que ocupó la costa central del Perú, teniendo su centro en los valles Chancay y Chillón, pero con influencias que se extendieron entre Huaura y Rímac. Los hallazgos funerarios en las necrópolis de Ancón y Zepita evidencian una zona de influencias que llegó hasta el cauce norte del valle del Chillón. Esta cultura floreció entre 1300 y 1450 de nuestra era, luego de lo cual pasa a integrar el imperio incaico.
Chancay desarrolló grandes núcleos urbanos con edificaciones ceremoniales y administrativas, empleando el barro y la piedra como materiales de construcción. Sus centros principales fueron Pisquillo Chico, Lumbra, Zapallan y Laure, que comprendía sectores ceremoniales con pirámides y rampas de acceso, grandes plazas cercana a sectores residenciales y administrativos, cementerios y reservorios, terrazas de cultivo, etc.
La base de la economía chancay al parecer se centraba en el aprovechamiento de los recursos marinos, animales y vegetación de lomas. La agricultura precisó grandes trabajos de ingeniería tales como reservorios de agua y canales de regadío. Sus cementerios son enormes y las tumbas contienen una gran cantidad de ofrendas funerarias, cuyos desniveles en riquezas sugieren una sociedad profundamente estratificada.
Esta cultura es especialmente conocida por su cerámica, tejidos y manufacturas en madera.
La cerámica chancay al parecer fue tratada con criterio industrial, el cual comprendía desde la utilización de moldes para la confección de vasijas pequeñas o grandes; así como el uso de marcas en la base de sus cerámicas.
La textilería alcanzó notables logros con la realización de técnicas como: tapices, gasas, telas pintadas, calados, brocados, etc.

### Época colonial
Chancay fue fundada por Luis Flores, según las instrucciones expedidas por el virrey Diego López de Zúñiga y Velasco, Conde de Nieva, el día 16 de noviembre de 1562, aunque no se sabe la fecha exacta en que se realizó el acto oficial de la fundación. Recibió el nombre de Villa de Arnedo, en recuerdo del feudo de dicho nombre que el virrey poseía en España. Muerto este, se pretendió despoblarla alegando que el trabajo en el valle perjudicaba a los indios y que su incremento menoscababa a Lima. Pero allí se habían establecido hidalgos de consideración; los jesuitas formaron la hacienda Jesús del Valle, que se dedicaron al cultivo de caña de azúcar y vid; y a fines del siglo XVI, Chancay proveía a Lima de “buen vino”, trigo y maíz, “melones de los buenos del mundo”, manteca de cerdo y otros “mantenimientos”. Administrativamente, toda esa zona dependía del Corregimiento de Chancay.
En 1757, la villa de Arnedo cambió su nombre por el de Chancay. Y aunque era entonces estimada como “villa de españoles”, su posterior evolución alteró aquella realidad pues, según el censo de 1792, contaba con 2960 habitantes, entre los cuales solo 369 eran españoles. La mayoría estaba constituida por 1600 esclavos negros; y además, contaba con 502 indios, 114 mestizos y 366 individuos de otras castas.

### Época republicana
Por aquellos “mantenimientos” y las afinidades que esta población demostraba, decidieron los patriotas de Chancay era el lugar adecuado para establecer los acantonamientos del Ejército Libertador en 1820. En 1821, el Libertador San Martín dictó el Estatuto y Reglamento Provisional en el que estableció la nueva demarcación territorial del Perú. En él se determinó que el lugar tome el nombre de “Distrito de Chancay” o “Corregimiento de Chancay”, sobre la base de la anterior demarcación (más adelante, Ramón Castilla, el 2 de enero de 1857, lo ratificó como tal, para los efectos de las Elecciones Municipales), como parte de la provincia de Chancay. La ciudad de Chancay era la capital distrital y provincial a la vez. Por los eminentes servicios que desde entonces prestaron sus gentes a la causa de la Independencia dieron origen a la Ley del 16 de abril de 1828, que otorgó a Chancay el título de “fidelísima villa”.

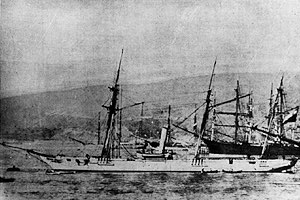
La goleta Virgen de Covadonga.

Durante la Guerra del Pacífico, el puerto de Chancay sufrió el asedio y el bombardeo de los buques chilenos, durante la campaña de Lima. El 13 de septiembre de 1880, la goleta chilena "Covadonga", fue hundida frente a las playas de Chancay, por obra de valerosos chancayanos, quienes, al mando del teniente segundo Decio Oyague Neyra, camuflaron una potente carga explosiva en un lujoso bote de recreo, que estalló al momento en que los codiciosos chilenos lo manipularon para llevarlo a remolque. La "Covadonga" se hundió en pocos minutos. Actualmente permanece en el fondo de la bahía de Chancay, aunque algunas de sus piezas han sido extraídas y se exhiben en diversos museos.
Durante el siglo XX, la zona de Chancay  y todo el Norte Chico, junto con el área de Lima-Callao, sufrieron los embates de los terremotos de 1940 y 1966.
Por Ley N.º 21488 del 11 de mayo de 1976 dada por el gobierno del Presidente Francisco Morales Bermúdez, se creó la provincia de Huaral, con capital en la ciudad de Huaral, y con distritos de las provincias de Chancay y Canta. Uno de esos distritos era el distrito de Chancay. La capital de la nueva provincia quedó establecida en la ciudad de Huaral, por lo que la ciudad de Chancay perdió su calidad de capital provincial.
La vieja provincia de Chancay cambió su nombre el 15 de septiembre de 1988, por la de Provincia de Huaral.

## Geografía
Es el distrito litoral de la provincia de Huaral, en el piso altitudinal llamado Costa o Chala y abarca una superficie de 150,11 km².

## Centros poblados

### Capital
Su capital, la ciudad de Chancay, se encuentra a 76 km al norte de la ciudad de Lima. Está a una altitud de 43 m s. n. m.

### Centros poblados
- Urbanos
  - Chancay, con 32 312 hab.
  - Peralvillo, con 15634 hab.
  - Buena Vista, con 988 hab.
  - Chancayllo, con 2 199 hab.
  - Cerro La Culebra, con 920 hab.
  - Nueva Estrella, con 701 hab.
  - Pampa Libre/Candelaria, con 5 776 hab.
  - Quepe Pampa, con 1 252 hab.
  - 28 de Julio, con 714 hab.
- Rurales
  - Buena Vista Baja, con 294 hab.
  - El Hatillo, con 382 hab.
  - Exhacienda Chancayllo, con 279 hab.
  - La Calera, con 157 hab.
  - Las Salinas, con 204 hab.
  - Los Laureles, con 160 hab.
  - Los Laureles del Norte, con 157 hab.
  - Los Laureles Sur, con 544 hab.
  - Pampa El Inca, con 237 hab.
  - Quepepampa, con 365 hab.
  - San Cayetano, con 359 hab.
  - Torre Blanca, con 384 hab.
  - 4 de Junio, con 596 hab.

## Población
De acuerdo al censo 2017 la población del distrito de Chancay es: 56,920 hab.

## Autoridades

### Alcalde
- 2023 - 2026[3]
  - Alcalde: Juan Alberto Álvarez Andrade, de Movimiento Regional Patria Joven - Lima.
  - Regidores:

  1. Giuliana Celina Carrizales Castillo (Movimiento Regional Patria Joven - Lima)
  2. Ranulfo Pepe Salazar Changanaqui (Movimiento Regional Patria Joven - Lima)
  3. Ivonne del Pilar Huarancca de Ojeda (Movimiento Regional Patria Joven - Lima)
  4. Pedro Tomás Arana Rimac (Movimiento Regional Patria Joven - Lima)
  5. Elizabeth Galindo Ayala (Movimiento Regional Patria Joven - Lima)
  6. Pablo de Jesús Ojeda Salguero (Movimiento Regional Patria Joven - Lima)
  7. Jose David Burgos Alfaro (Movimiento Regional Unidad Cívica Lima - La Cholita)
  8. Lucia Ana Cruz de la Cruz (Movimiento Regional Unidad Cívica Lima - La Cholita)
  9. Johnny Alberto del Río Benites (Alianza para el Progreso)

Alcaldes anteriores
- 2019 - 2022[3]
  - Alcalde: Domitila Aurora Dulanto De Balta, de Concertación para el Desarrollo Regional - Lima.
  - Regidores:

  1. Marita Carolina Robles Ojeda (Concertación para el Desarrollo Regional - Lima)
  2. Juan Carlos Navarro Gonzáles (Concertación para el Desarrollo Regional - Lima)
  3. Luis Mario Salas Palomino (Concertación para el Desarrollo Regional - Lima)
  4. Pedro Miguel Escobedo Verástegui (Concertación para el Desarrollo Regional - Lima)
  5. Yessenia Jesús Vega Soto (Concertación para el Desarrollo Regional - Lima)
  6. Aracely Geraldine Garcilazo Saavedra (Concertación para el Desarrollo Regional - Lima)
  7. Vilma Yolanda Anaya Arce (Acción Popular)
  8. Luis Ángel Vega Kanashiro (Acción Popular)
  9. Luis Daniel Baca Guzmán (Fuerza Regional)

- 2015 - 2018:[4] Juan Alberto Álvarez Andrade, Movimiento Patria Joven (PJ).
- 2011 - 2014:[5][6] Juan Alberto Álvarez Andrade,  Partido Aprista Peruano (PAP).
- 2007 - 2010: Juan Alberto Álvarez Andrade.

### Policiales
- Comisaría de Chancay 
  - Comisario: Washington Castillo Colán.[7]

## Educación

### Instituciones educativas

#### Públicas
- IE INEI N° 34
- IE 20390 Hortencia Dulanto de las Casas
- IE 21008 Luis Alberto de las Casas Arriz
- IE 20392 Juan Pascual Pringles
- IE 20393 Túpac Amaru
- IE 20799 Daniel Alcides Carrión
- IE Virgen de la Candelaria
- IE César Vallejo
- IE Augusto Salazar Bondy
- IE 20395 Nuestra Señora de Fátima

#### Privadas
- IEP Santo Domingo de Chancay
- IEP San Marcos
- IEP Vicente Hondarza Gómez
- IEP Marcela Pozo Quinde
- IEP Sagrado Corazón de Jesús
- IEP Santa María.
- IEP Hogar Infantil School.
- IEP Savana School.
- IEP Pequeña Belén.
- IEP Escuela de Talentos
- IEP La Sagrada Familia
- IEP Mundo De Los Niños/Mundo School

## Patrimonio artístico y cultural

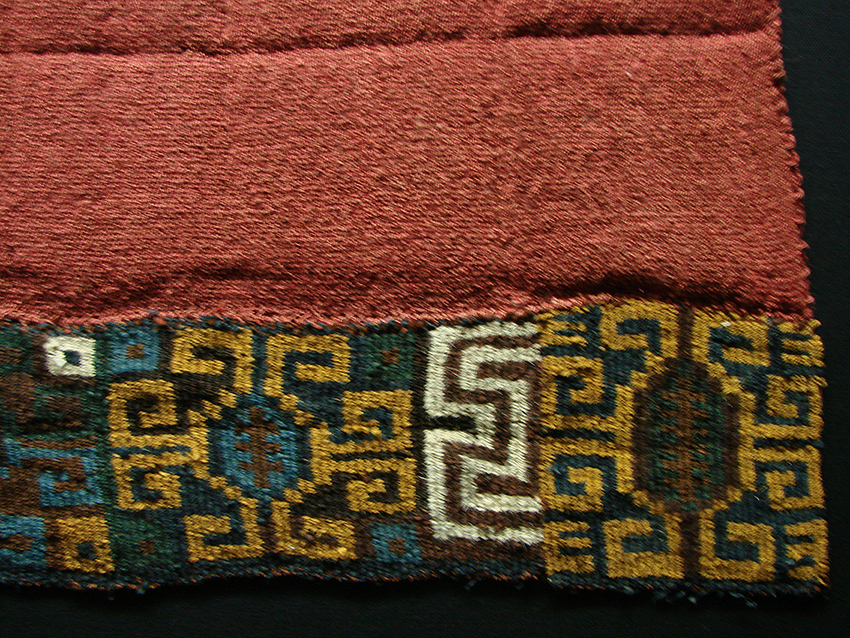
Textil chancay.

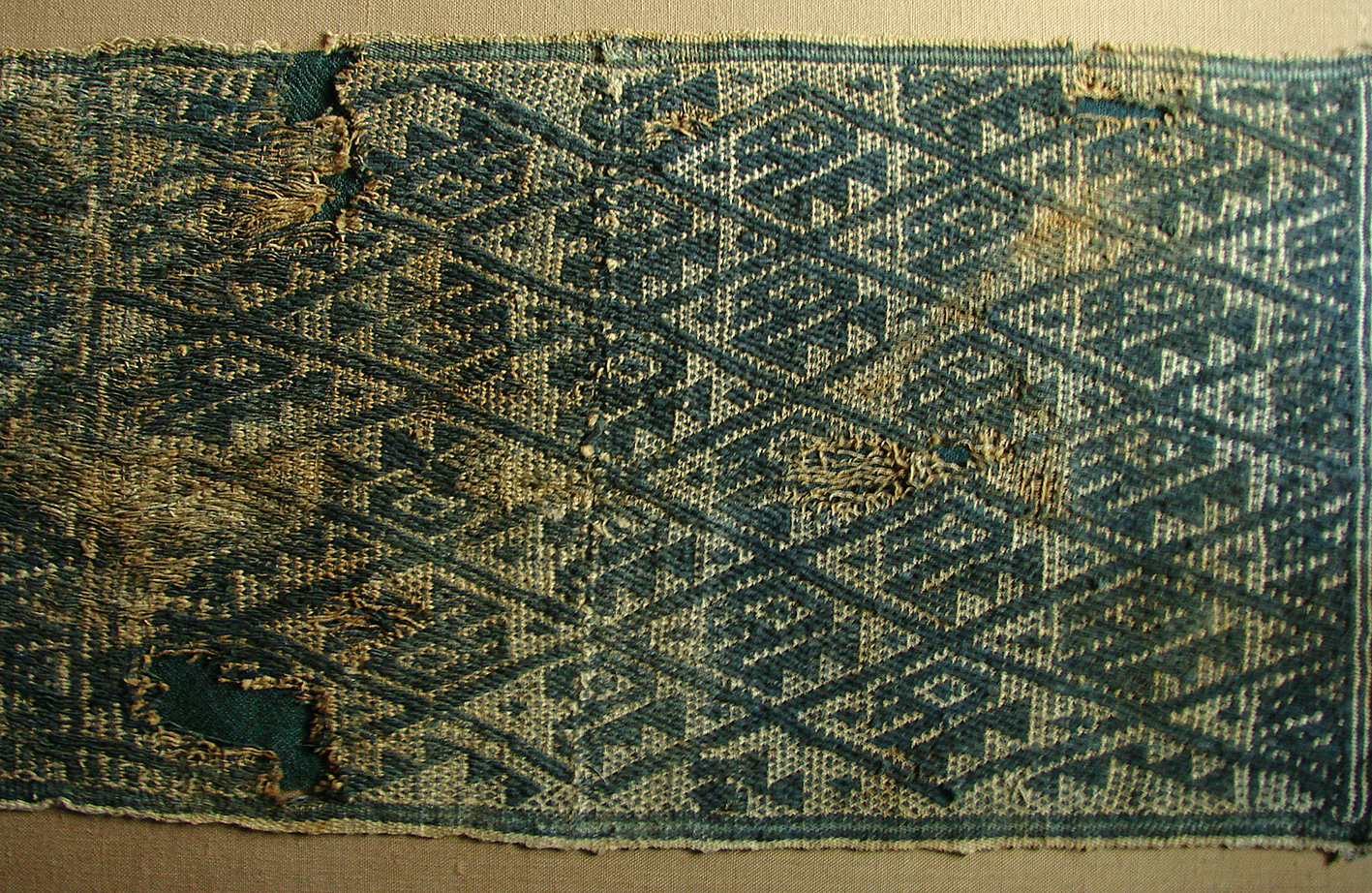
Textil chancay.

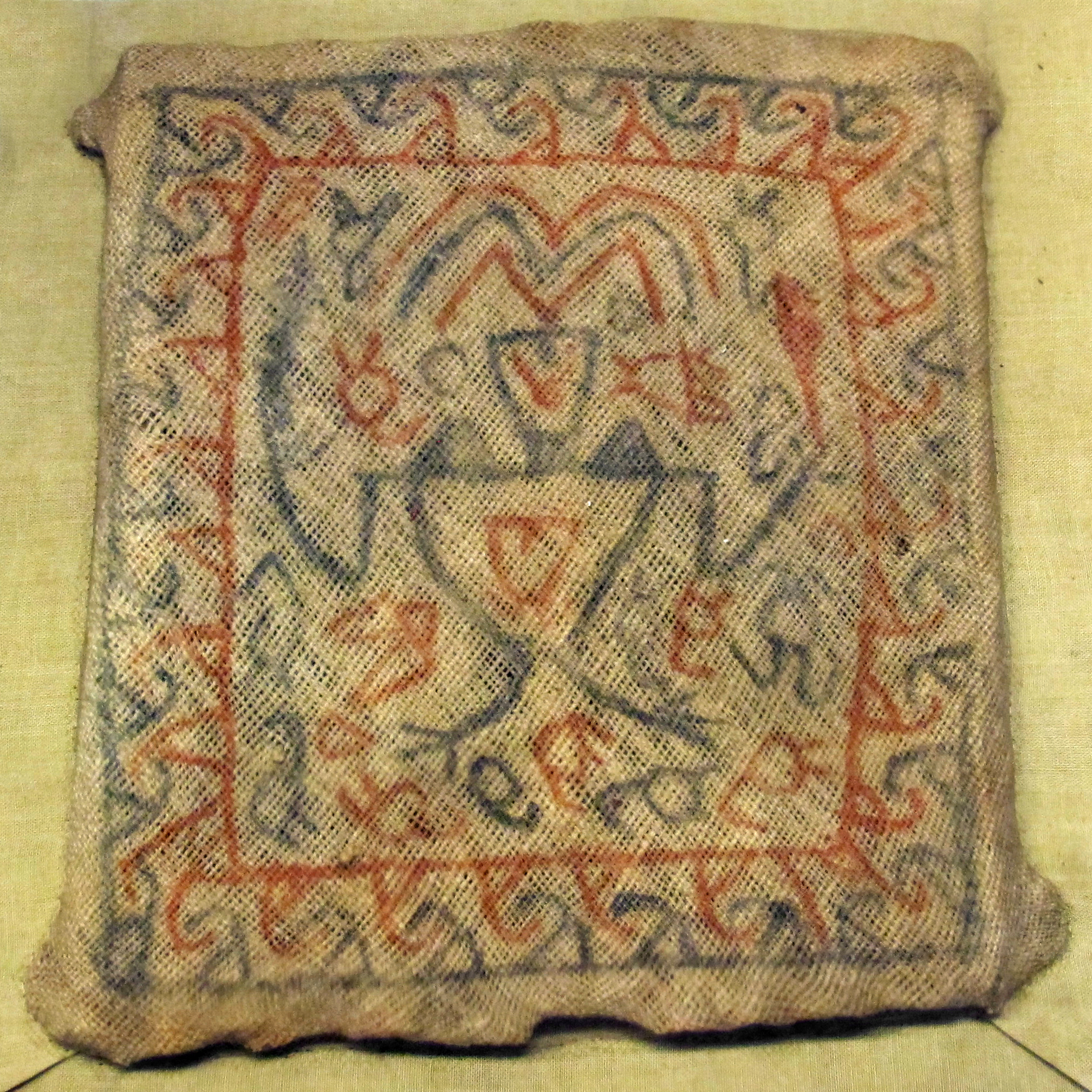
Textil chancay.

El distrito de Chancay tiene muchos atractivos turísticos, hermosos paisajes, extensas playas, así como los asentamientos de la cultura chancay.

### Cultura Chancay
Esta cultura prehispánica es especialmente conocida por su cerámica, tejidos y manufacturas en madera.

#### Textilería
El más grande logro artesanal de la cultura chancay se observa en sus tejidos que alcanzaron notable reputación dentro del desarrollo del arte textil prehispánico.
Los artesanos chancay dominaban una gran técnica de fabricación y decoración desde tejidos llanos decorados por tintes hasta las más finas gasas, encajes, brocados y reticulados, tapices.
Produjeron túnicas, taparrabos, mantos, paños bolsas, muñecas, etc. Hubo también telas cubiertas con bellas plumas multicolores con adornos de metal de esta manera el tejido adquirió un papel de símbolo social y de expresión del poder y la riqueza.
Los textiles Chancay son especialmente peculiares por las imágenes presentes en los lienzos. Los personajes, animales y símbolos son hechos con trazos simples y sin mayor elaboración, y dan la impresión de pertenecer más a una escuela de arte moderno que a la cosmovisión de una cultura prehispánica.
Temas como las olas del mar y una serpiente bicéfala son recurrentes y presentan temas como la dualidad y el cosmos. Los colores son terrosos y los contornos de colores más oscuros, marrones o negros.
Sus textiles con encajes bordados con agujas y los tapices fueron de singular notoriedad; fueron elaborados con algodón, lana, gasa y plumas. Los efectos técnicos para ese entonces se consideran inigualados.
Sobresalió notoriamente el brocado, la tecnología de la gasa decorada y el textil pintado habiendo sido decorados con peces, aves y también con dibujos de forma geométrica. Respecto a las gasas, fueron tejidas en algodón con los que se confeccionaban artículos ligeros de forma cuadrangular de diferentes tamaños teniendo en algunas prendas dibujos de peces, felinos y aves.
Con pincel produjeron lienzos pintados directamente con diseños antropomorfos, zoomorfos, geométricos y otros creativos dibujos de libre imaginación.
Las telas o gasas tuvieron principalmente objetivos mágico-religiosos y fueron utilizados para cubrir la cabeza de los muertos al estilo de los tocados. De acuerdo a las creencias de la época, los hilos para estas telas tenían que ser hilados en forma de una S en sentido izquierdo. Este hilo que tenía un carácter mágico fue llamado lloque y de acuerdo a la leyenda, las prendas eran impregnadas de poderes sobrenaturales y servían de protección en el más allá.
Igualmente, sobre la base de un armazón vegetal, manufacturaron muñecas y otros objetos recubiertos por retazos de tejidos y diversos hilos. Las llamadas muñecas de trapo no eran juguetes (pese a su aspecto de estar destinados a juegos infantiles) sino objetos de valor mágico-religioso y eran trabajadas a veces formando escenas de la vida del difunto o de personas allegadas y queridas, que de este modo los acompañaban en la otra vida.
Respecto al arte realizado con plumas, el desarrollo del color es mucho más avanzado que en los ceramios. Las combinaciones e impresiones que causan sus colores en la manufactura de mantos son notables. Las plumas eran insertadas en un hilo principal que luego era cosido sobre la tela.
La iconografía de sus mantos representaba mayoritariamente peces, felinos, pájaros, monos y perros, especialmente aquella raza oriunda, el perro sin pelo del Perú.

#### Cerámica

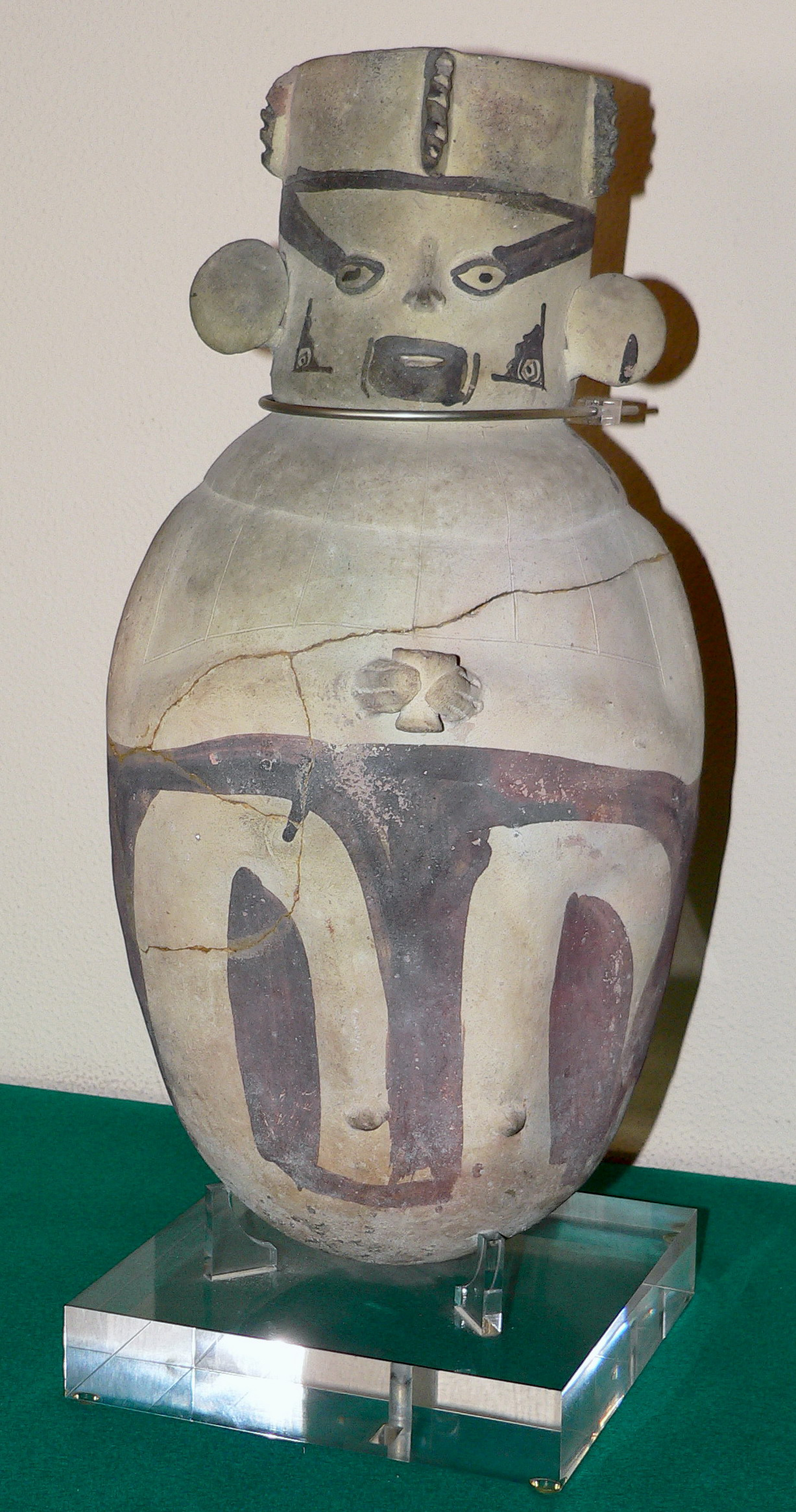
Cántaro típico de la cultura chancay.

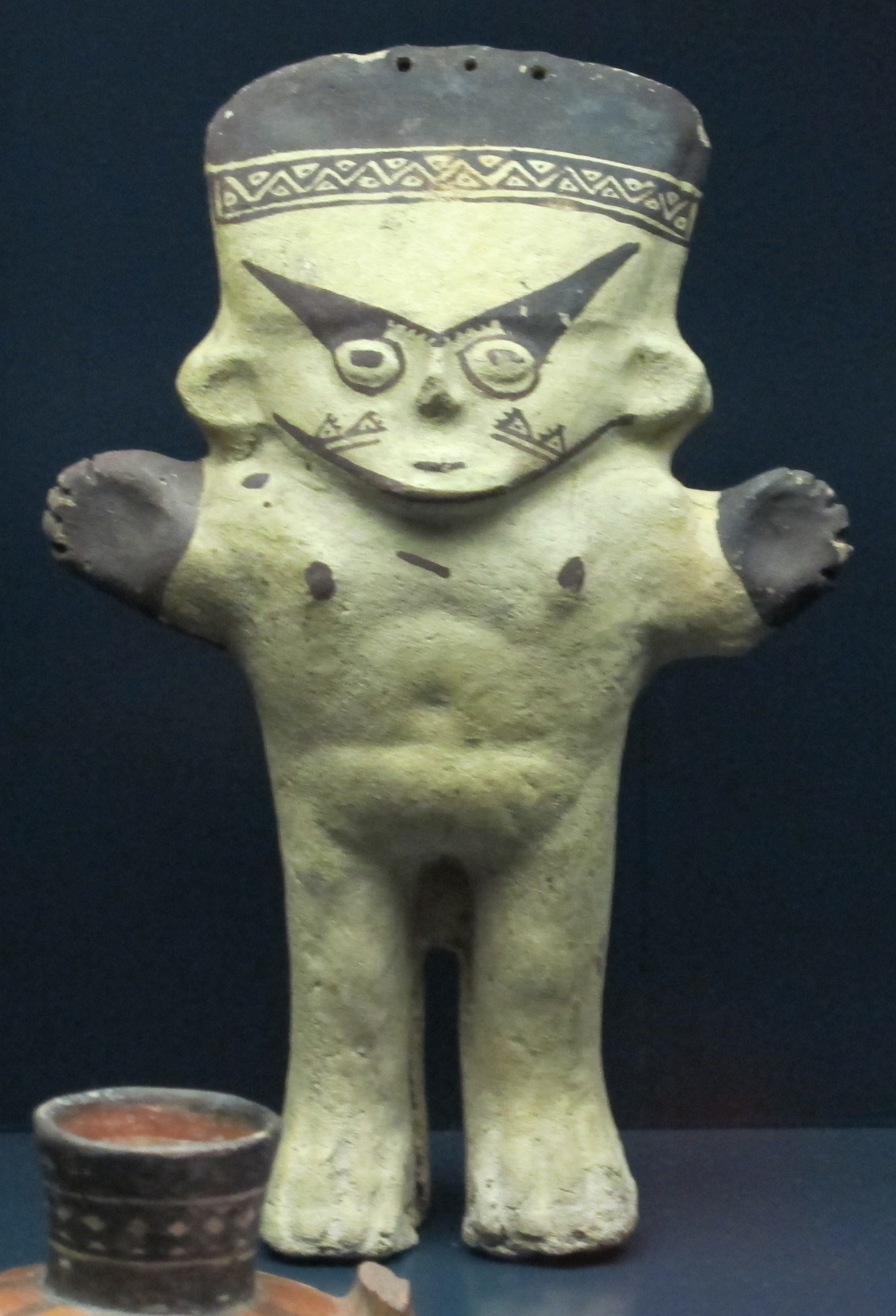
Cuchimilco.

La cerámica Chancay se basa principalmente en la utilización del color blanco para el fondo y el negro para los diseños sobre peculiares representaciones modeladas de peces, monos, gatos, aves, escaques y grecas. Estas formas se consiguieron con técnicas de modelado y moldes, siendo comunes también los grandes cántaros con asas verticales, los platos con pedestal como diversas representaciones escultóricas.
Pero quizá la representación más famosa de los chancay son unos cántaros en cuyo cuello se representa una cabeza humana modelada y pintada con tocado, orejeras y pintura facial. A estos cántaros se les ha dado el nombre de "chinas" por la forma de los ojos.
El desarrollo de la cerámica y de los tallados de madera también fueron parte de la singular mano de obra de esta cultura. Esta cerámica se ha hallado principalmente en los cementerios de Ancón y en el valle de Chancay.
La producción de cerámica fue a gran escala debido a la utilización de moldes.
No obstante la masiva producción de ceramios, los artesanos produjeron vasijas abiertas en las que se pueden observar más de 400 formas diferentes de dibujos que aún faltan descifrar.
Su estilo es de una superficie áspera y está pintada en color negro o marrón sobre un fondo crema o blanco y debido a esta particularidad es conocida como negro sobre blanco.
De esta cerámica, se destacan principalmente los cántaros de forma ovoide con rostros humanos y pequeños relieves con las extremidades del cuerpo humano y también los ídolos de tamaño reducido, llamados cuchimilcos, de forma antropomorfa representando a figuras humanas con una destacada mandíbula, con los ojos pintados en negro. Estas figuras cuchimilcas, extienden sus brazos como alas listas para volar o invitando un abrazo.

### Museo de Chancay
El museo de Chancay se creó el 23 de julio de 1991 durante la gestión del alcalde Luis Casas Sebastián, con recursos propios de la municipalidad, destinándose el local del antiguo palacio municipal como sede de la institución.
Para llevar a cabo esta labor, la municipalidad de Chancay entró en contacto con el Museo Nacional de Antropología e Historia del Perú, firmándose el 4 de septiembre de 1991, un convenio de cooperación técnica, así como la organización de una exposición temporal itinerante, la misma que se inauguró el 9 de diciembre de 1991, con el tema de Chancay Prehispánico.
A principios del año 1992 un arqueólogo asumió el cargo de investigación y conservación, elaborándose el proyecto de crecimiento institucional del museo de Chancay, además se constituyó la colección propia del museo con las donaciones de algunos chancayanos.

### La Plaza de Armas
La Plaza de Armas de Chancay, una de las más grandes del Perú, es el centro de las actividades políticas, sociales, culturales y de esparcimiento de la ciudad.
Al centro de la plaza se alza una hermosa glorieta de tipo colonial, obra donada por el médico Luis Felipe del Solar e inaugurada el 12 de abril de 1914. El 10 de febrero de 2000 fue declarada por el Instituto Nacional de Cultura (hoy Ministerio de Cultura) como Monumento integrante del Patrimonio Cultural de la Nación. 
Se halla también la Iglesia Matriz de la Inmaculada Concepción, de origen colonial.

### Castillo de Chancay

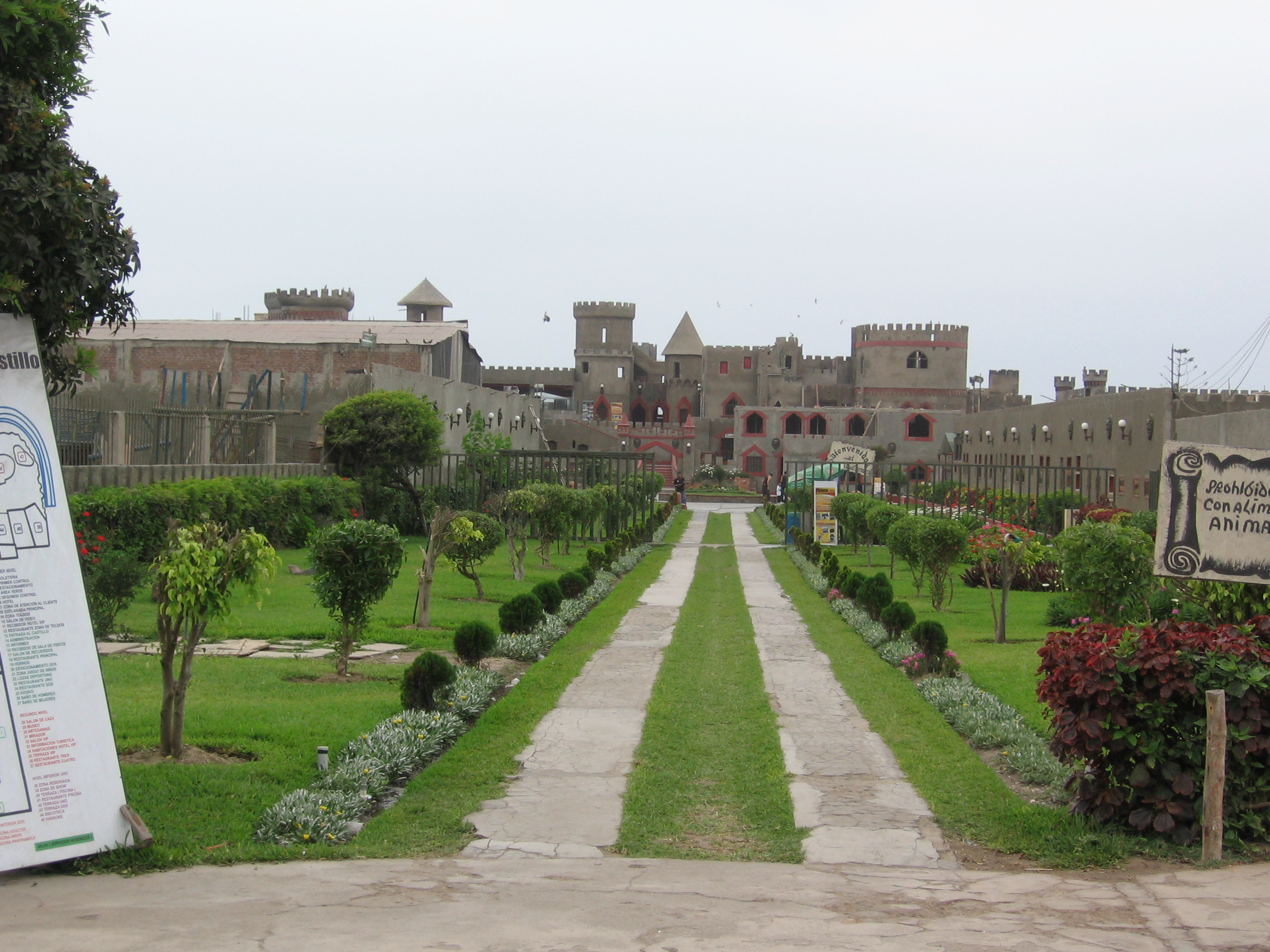
Castillo de Chancay

Uno de sus mayores atractivos es el Castillo de Chancay.
Es una construcción de estilo medieval edificada sobre los acantilados rocosos de Chancay entre 1924 y 1935. La autora fue la señora Consuelo Amat y León, bisnieta del virrey Manuel Amat y Juniet. Luego de un viaje a Europa, doña Consuelo volvió al Perú, decidida a iniciar tal obra como homenaje a su esposo fallecido, Rómulo Boggio Klauer. El Castillo cuenta con museo arqueológico de la cultura Chancay, mobiliario del siglo XIX, colección de animales disecados, piscina, juegos para niños, restaurantes y alojamiento.

### Centros arqueológicos
- Complejo arqueológico Cerro Macatón
- Laurin
- Esquivel
- Complejo arqueológico El Cortijo
- Complejo arqueológico Cerro Trinidad
- Cerro Gorgona
- Complejo arqueológico de Lumbra
- Casa Vieja
- Complejo arqueológico Cuyo 2
- Complejo arqueológico Portillo
- Huerequeque
- Chancayllo
- Complejo arqueológico Hatillo.

## Festividades
- Principales Fechas
  - Marzo/abril: Semana Santa.
  - Junio: Día del pescador por San Pedro
  - Septiembre: Festividad de la Virgen de los Dolores
  - Diciembre: Festividad de la Inmaculada Concepción Patrona de Chancay y su Aniversario